# Даниел Корбу
Даниел Корбу (на румънски: Corbu Daniel) e румънски писател. Член е на Съюза на писателите в Румъния от 1990 г.

## Биография
Завършил е Факултета по румънски език и литература в Университета в Букурещ, румънско-френска секция.
През 1979 г. е в списание „Литературна Румъния“. Публикува поеми в списанията Amfiteatru, Cronica, Luceafărul и Ateneu.
От 1984 г. e инструктор по театър и поезия в Културния дом в Търгу Нямц, където е инициатор и организатор на Националния колоквиум за поезия в Нямц.
След 1990 г. основава издателство Panteon и литературното списание Panteon. Основател е на Поетичната академия във Вънътори де Нямц. От 1998 г. живее в Яш, където основава литературно-експерименталното списание Feed Back и организира ежегодно Международен неоавангарден фестивал.
Упражнявал е множество професии – оператор-химик, келнер, машинист, лаборант, преподавател, амбулантен търговец, коректор, журналист, инспектор по културата, издател, музеограф.
Понастоящем е литературен музеограф в Дом „Йон Крянга“ в Яш и директор на списание Feed Back.
Негови поетични антологии са издавани в Румъния и чужбина, както и в литературни списания във Франция, Белгия, Италия, Югославия, Германия, Словакия, Йемен, Унгария, Канада, Китай.

## Книги
Поезия
- Intrarea în scenă („Излизане на сцената“), Изд. Albatros, 1984 г.;
- Plimbarea prin flăcări („Разходка през пламъци“), Изд. Cartea Romanească, 1988 г.;
- Preludii pentru trompetă şi patru pereţi („Прелюдии за тромпет и четири стени“), Изд. Panteon, 1992 г.;
- Documentele haosului („Документи на хаоса“), Изд. Panteon, 1993 г.;
- Spre Fericitul Nicăieri („Към щастливото никъде“), Изд. Panteon, 1995 г.;
- Cintece de amăgit întunericul („Песни мамещи мрака“), Изд. Helicon, 1996 г.;
- Manualul Bunului Singuratic („Учебник за добрия самотник“), Изд. Panteon, 1997 г.;
- Duminica fără sfîrşit („Неделя без край“), Изд. Axa, 1998 г.;
- Cartea urmelor („Книга на следите“), Изд. Junimea, 2001 г.;
- Evanghelia după Corbu şi alte poeme („Евангелие по Корбу и други поеми“), Изд. Princeps Edit, 2006 г.

Критика и есета
- Generaţia poetică '80 în cincisprezece portrete critice („Поетичната генерация на `80-те и петнадесет критически портрета“), Изд. Junimea, 2000 г.;
- Postmodernismul pe întelesul tuturor („Постмодернизма разбираем за всички“), Изд. Princeps Edit, 2004 г.;
- Generaţia poetică `80 şi rostirea postmodernă (Поетичната генерация на `80-те и постмодернистичното слово“), Изд. Princeps Edit, 2006 г.;
- Postmodernism şi postmodernitate în România de azi („Постмодернизма и постмодернистичното в съвременна Румъния“), Изд. Princeps Edit, 2007 г.

Проза
- Douăzeci şi una de fantasmagorii în ritm de blue-jazz („21 фантасмагории в ритъм блу-джаз“), Изд. Cronica, 2001 г.

## Награди
- Премия на Съюза на писателите в Румъния – Асоциация Яш, и награда „Poesis“ за най-добра книга за 1993 г. за „Documentele haosului“, Изд. Panteon;
- Премия Opera Omnia на Международен поетичен фестивал в Сигетул Мармацией, 2005 г.
- Кавалер на орден „За културни заслуги“, връчен от президента на Румъния, 2004 г.

## Критика
- MINCU, Marin. Eseu despre textul poetic II. Ed. Cartea Romaneasca, 1986
- MUGUR, Florin. Schite despre fericire, Ed. Cartea Romaneasca, 1987
- DANILOV, Nichita. Apocalipsa de carton, Ed. Institutul European, 1993
- TEPOSU Radu G. – Istoria tragica si grotesca a intunecatului deceniu literar noua, Ed. Eminescu, 1993
- DIACONU, Mircea A. – Instantanee critice, Ed. Moldova, 1998
- GRIGURCU, Gheorghe-poezia romana contemporana, Ed. Convorbiri literare, 2000